# Christina Gyllenstierna
Christina Nilsdotter Gyllenstierna (1494 – 1559) è stata una nobile svedese, sposa di Sten Sture il Giovane, Reggente di Svezia.

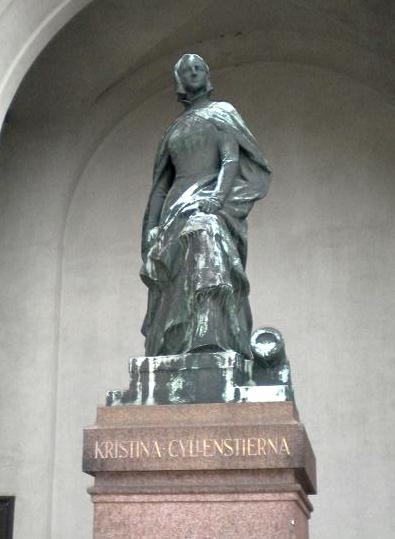
Statua di Christina Gyllenstierna a Stoccolma

Dopo la morte di lui, lei stessa si convertì in Reggente e organizzatrice della difesa e resistenza contro la Danimarca. È una delle donne più importanti nella storia della Svezia, e la si considera una eroina nazionale, con numerosi monumenti alla sua memoria. In vita era chiamata "Fru Kristina" (Signora Christina).